# The Blessed Hellride
Albums de Black Label Society
1919 Eternal
(2002) Hangover Music Vol. VI
(2004)
Singles
1. Stillborn
Sortie : 2003
2. The Blessed Hellride
Sortie : 2003 (promo)

The Blessed Hellride est le quatrième album du groupe de heavy metal américain Black Label Society. Il est sorti le  22 avril 2003 sur le label Spitfire Records et a été produit par Zakk Wylde.

## Historique
Cet album fut enregistré en Californie dans les studios Paramount de Hollywood et les studios Amerayacan de North Hollywood. Seule la chanson The Blessed Hellride sera enregistrée dans le Tennessee, dans les studios Cartee Day de Nashville plus précisément.
Les titres consistent en un mélange de heavy metal, de sludge metal et de deux chansons plus douces, The Blessed Hellride et Dead Meadows. De plus, il contient un duo avec Ozzy Osbourne sur la chanson  Stillborn. Le clip vidéo sera réalisé par Rob Zombie, mais Ozzy n'y participera pas.
Il fut le premier album de Black Label Society a se classer au Billboard 200. Il y entra directement à la 50e place, ce qui représente environ la vente de vingt mille albums la première semaine de sa sortie. Le single Stillborn se classa à la douzième place du Mainstream Rock Tracks chart du Billboard aux États-Unis.

## Liste des titres
- Tous les titres sont signés par Zakk Wylde

1. Stoned and Drunk : 5:02
2. Doomsday Jesus : 3:30
3. Stillborn : 3:15
4. Suffering Overdue : 4:29
5. The Blessed Hellride : 4:32
6. Funeral Bell : 4:41
7. Final Solution : 4:04
8. Destruction Overdrive : 3:01
9. Blackened Waters : 3:56
10. We Live No More: 4:02
11. Dead Meadow : 4:30
12. F.U.N. (Bonus Japon) : 2:58

## Musiciens
- Zakk Wylde : chant, guitares électriques et acoustiques, piano, basse
- Craig Nunenmacher : batterie, percussions

Invité spécial
- Ozzy Osbourne : chant avec Zakk sur Stillborn

## Charts
Charts album
| Chart                   | Durée du classement | Meilleur classement |
| ----------------------- | ------------------- | ------------------- |
| Billboard 200           | 7 semaines          | 50e                 |
| Independent Albums      | 24 semaines         | 2e                  |
| Suomen virallinen lista | 1 semaine           | 38e                 |

Charts single
| Date       | Single    | Chart                  | Durée du classement | Position |
| ---------- | --------- | ---------------------- | ------------------- | -------- |
| 21/06/2003 | Stillborn | Mainstream Rock Tracks | 26 semaines         | 12e      |